# Мюскаде
Не путать с мюскадель — техническим сортом белого винограда
Мюскаде (фр. Muscadet) — сухое белое французское вино из западной части долины Луары. Производится в основном в департаменте Атлантическая Луара к югу от Нанта, реже — в департаментах Мен и Луара и Вандея (регион Земли Луары). 
Вино изготавливается только из одного сорта винограда — мелон де бургонь («бургундская дыня»), также именуемого мюскаде. Этот белый сорт винограда родом из Бургундии, но вышел там из употребления, так как белые вина из него имели невыразительный вкус. На юге Бретани прижился и постепенно вытеснил гро-план отовсюду, кроме области непосредственно к югу от Нанта (винодельческая зона «Гро-план дю Пеи-Нанте»).
Аппеллясьон (винодельческая зона) Мюскаде относится к категории AOC (наименования, контролируемые по происхождению) с 1937 года и занимает площадь в 13 000 га. Значительная часть вин выпускается в продажу молодыми (одновременно с божоле-нуво, то есть в третий четверг ноября того года, когда был собран урожай).
Из всех французских вин только мюскаде получает после специального контроля право на надпись на этикетке sur lie («на осадке»), которая свидетельствует об использовании особого метода выдержки: вино после завершения брожения не снимается с дрожжевого осадка, а вплоть до розлива по бутылкам настаивается на нём, благодаря чему становится маслянистым и содержит небольшое количество углекислого газа, придающего вину особую свежесть и покалывающего язык. (Такая лёгкая игристость сродни винью-верде). Технология настаивания на осадке требует, чтобы для изготовления вина использовались только здоровые ягоды, а процесс винификации строго контролировался. 
Лучшее и самое дорогое мюскаде — Muscadet-sèvre-et-maine — вырабатывается из винограда, выращенного на чисто сланцевых почвах берегов рек Севр и Мэн (притоков Луары). Этому благородному вину присуща так называемая «йодистая нота»: из-за контакта с дрожжевым осадком вино приобретает некоторую солоноватость и аромат морских водорослей. Оно идеально сочетается с морепродуктами. «Гро-план дю Пеи-Нанте» вырабатывает вина по сходной технологии, но они после продлённой выдержки на осадке выходят ещё более сухими и кислотными.
В начале XXI века на международных рынках наблюдался всплеск интереса к мюскаде, однако к середине 2010-х годов многие импортёры и потребители переключили своё внимание на альбариньо из Галисии, который не хуже мюскаде сочетается с дарами моря, но обладает более яркой фруктовой ароматикой, порой сближающей его с рислингом.
- Стадии винификации
- 1. Ягоды.
- 2. Выжатый из ягод сок.
- 3. После фильтрации.
- 4. После снятия дрожжевого осадка.
- 5. Дрожжевой осадок.